# Mniopamea
Mniopamea là một chi bướm đêm thuộc họ Noctuidae.